# Kammerwald
Kammerwald is een plaats in de Duitse gemeente Hellenthal, deelstaat Noordrijn-Westfalen, en telt 201 inwoners (2006).